# Aborim
Aborim ist eine Gemeinde (Freguesia) im nordportugiesischen Kreis Barcelos. In ihr leben 827 Einwohner (Stand 19. April 2021).

## Einzelnachweise

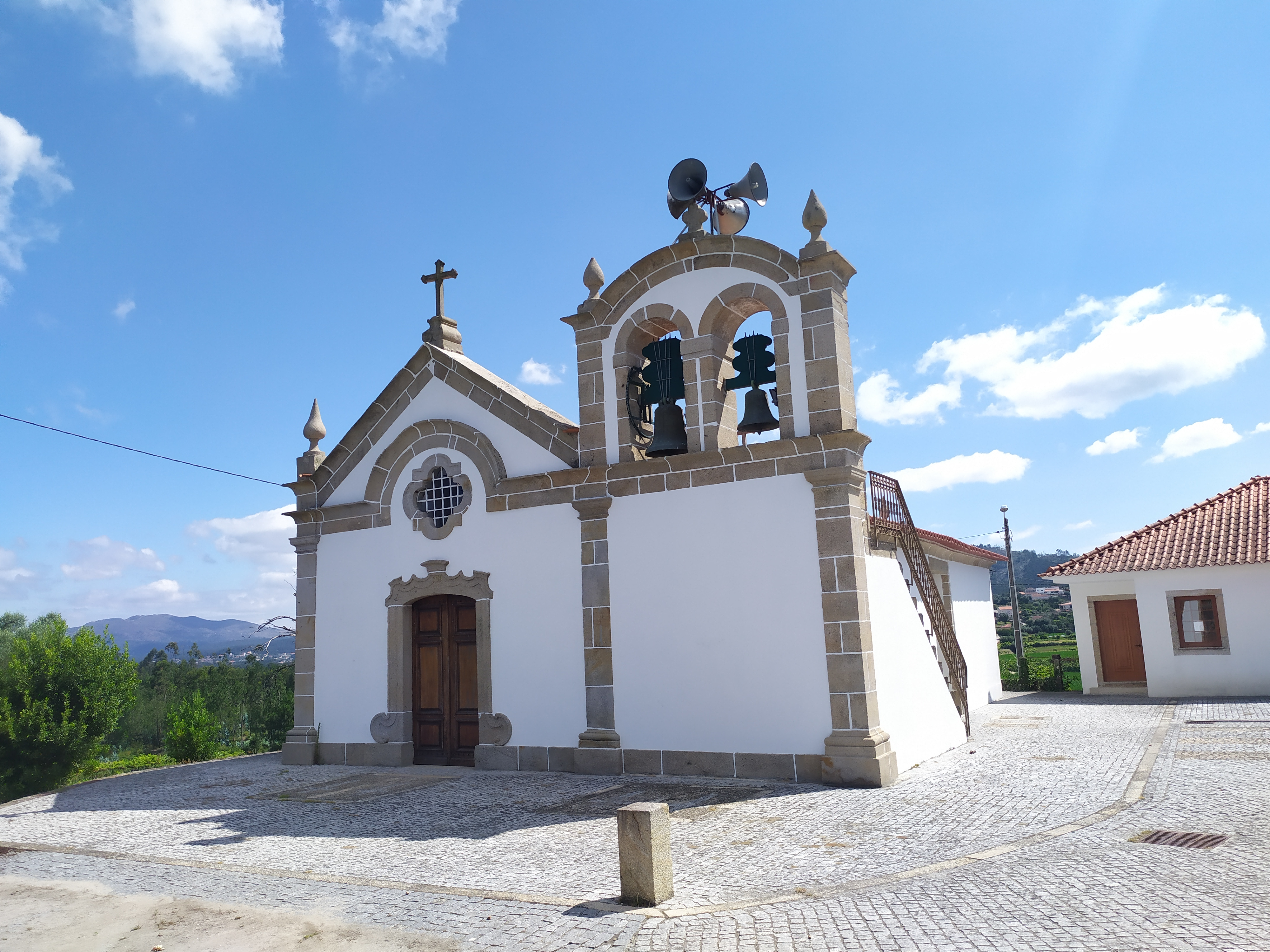
Igreja Paroquial de Aborim